# RAB3B
RAB3B‏ (RAB3B, member RAS oncogene family) هوَ بروتين يُشَفر بواسطة جين RAB3B في الإنسان.